# Young Black Jack
Young Black Jack (ヤング ブラックジャック?) es un manga japonés basado en la obra Black Jack de Osamu Tezuka, relatando los años en que Kurō Hazama era estudiante de medicina. Esta nueva historia es escrita por Yoshiaki Tabata y el arte está a cargo de Yū-Go Ōkuma. En el año 2015 ha sido adaptado a una serie de anime de 12 episodios.

## Argumento
En la década de 1960, Kurō Hazama es un estudiante destacado de Medicina. En una época donde el mundo estaba pendiente de la Guerra de Vietnam y otras manifestaciones sociales, Hazama será sometido a determinadas circunstancias que acabarán transformándolo en el respetado y oscuro personaje Black Jack.

## Personajes

### Principales
- Kurō Hazama (間 黒男 Hazama Kuroo?)
- Yabu (藪 Yabu?)
- Maiko Okamoto (岡本 舞子 Okamoto Maiko?)

### Vietnam
- Hitoshi Himoto
- Bob
- Phan
- Steve
- Doctor Kiriko

### Estados Unidos
- Johnny
- Tiara
- Doctor Lisenberg

### Universidad
- Hyakki Maruo
- Takara
- Tano
- Sabame
- Daigō

### Revolucionarios
- Aoyama
- Eri Imagami (今上 エリ Imagami Eri?)

### Otros
- Tōrō Tachiiri (立入 灯郎 Tachiiri Tōrō?)
- Miyo/Mio
- Detective Ban

## Contenido de la Obra

### Manga
La historia escrita por Yoshiaki Tabata y dibujos de Yū-Go Ōkuma es publicada por la revista Young Champion de la editorial Akita Shoten desde noviembre de 2011.

### Anime
La serie de Anime ha sido adaptada por el estudio Tezuka Productions. La misma, constó de 12 episodios que fueron televisados por los canales BS-TBS, Chubu-Nippon Broadcasting, Sun Television, Tokyo Broadcasting System durante la temporada de otoño de 2015.
En países de habla inglesa, la serie ha sido licenciada por Sentai Filmworks y transmitida a través de Internet por los sitios Crunchyroll y Hulu. En Francia, es transmitido por J-One y por el sitio Anime Digital Network.

#### Equipo de Producción
- Director: Mitsuko Kase
- Guionista: Yoshiaki Tabata
- Música: Daisuke Ikeda, Hirohito Furui y Kensuke Akiyama
- Diseño de personajes: Miyuki Katayama y Nana Miura
- Directores de Arte: Masato Shibata y Minoru Nishida
- Directoras de Animación: Miyuki Katayama y Nana Miura
- Diseño de Arte: Minoru Nishida
- Director de Sonido: Toshiki Kameyama
- Director de Fotografía: Kazumasa Someya
- Productores: Jun Fukuda, Junichiro Tanaka, Mai Ichikawa, Makoto Sato, Shintarō Hashimoto, Shunichi Uemura y Yu Igawa

#### Episodios
| #  | Título | Fecha de Emisión Japón  |
| -- | --- | ----------------------- |
|    | |                         |
| 1  | «¡¿Dónde está el doctor?!» «Isha wa Doko da!» (医者はどこだ！) Hispanoamérica: «¡¿Dónde hay un médico?!»                                  | 2 de octubre de 2015    |
| 2  | «Secuestro» «Rachi» (拉致) Hispanoamérica: «Secuestro»                                                                                    | 9 de octubre de 2015    |
| 3  | «Desertores» «Dassouhei» (脱走兵) Hispanoamérica: «Desertores»                                                                            | 16 de octubre de 2015   |
| 4  | «En Vietnam, parte 1» «Betonamu nite sono 1» (ベトナムにて その 1) Hispanoamérica: «En Vietnam, parte 1»                                  | 23 de octubre de 2015   |
| 5  | «En Vietnam, parte 2» «Betonamu nite sono 2» (ベトナムにて その 2) Hispanoamérica: «En Vietnam, parte 2»                                  | 30 de octubre de 2015   |
| 6  | «En Vietnam, parte 3» «Betonamu nite sono 3» (ベトナムにて その 3) Hispanoamérica: «En Vietnam, parte 3»                                  | 6 de noviembre de 2015  |
| 7  | «Revolución sin dolor, parte 1» «Kutsuu naki Kakumei Sono1» (苦痛なき革命 その1) Hispanoamérica: «Revolución indolora, parte 1»           | 13 de noviembre de 2015 |
| 8  | «Revolución sin dolor, parte 2» «Kutsuu naki Kakumei Sono2» (苦痛なき革命 その2) Hispanoamérica: «Revolución indolora, parte 2»           | 20 de noviembre de 2015 |
| 9  | «Las crónicas de la penumbra, parte 1» «Insan kuronikurupāto 1» (陰惨クロニクルパート 1) Hispanoamérica: «La crónica truculenta, parte 1» | 27 de noviembre de 2015 |
| 10 | «Las crónicas de la penumbra, parte 2» «Insan kuronikurupāto 2» (陰惨クロニクルパート 2) Hispanoamérica: «La crónica truculenta, parte 2» | 4 de diciembre de 2015  |
| 11 | «Las crónicas de la penumbra, parte 3» «Insan kuronikurupāto 3» (陰惨クロニクルパート 3) Hispanoamérica: «La crónica truculenta, parte 3» | 11 de diciembre de 2015 |
| 12 | «The Season of Mania» Hispanoamérica: «La temporada de la locura»                                                                         | 18 de diciembre de 2015 |

#### Reparto
| Personaje        | Seiyū Original (Japón) |
| ---------------- | ---------------------- |
| Kurō Hazama      | Yūichirō Umehara       |
| Yabu             | Kōji Yusa              |
| Maiko Okamoto    | Shizuka Itō            |
| Hitoshi Himoto   | Kentarō Tone           |
| Bob              | Hiroki Yasumoto        |
| Phan             | M.A.O                  |
| Steve            | Shōta Yamamoto         |
| Doctor Kiriko    | Jun'ichi Suwabe        |
| Johnny           | Hiroyuki Yoshino       |
| Tiara            | Lynn                   |
| Doctor Lisenberg | Jin Yamanoi            |
| Hyakki Maruo     | Mamoru Miyano          |
| Takara           | Hikaru Midorikawa      |
| Tano             | Junji Majima           |
| Sabame           | Daisuke Hirakawa       |
| Daigō            | Takehito Koyasu        |
| Aoyama           | Megumi Toyoguchi       |
| Eri Imagami      | Aoi Yūki               |
| Tōrō Tachiiri    | Hiroki Tōchi           |
| Miyo             | Eriko Matsui           |
| Detective Ban    | Kōsei Tomita           |

La narración estuvo a cargo de Akio Ōtsuka.

#### Banda sonora
- Opening: I am Just Feeling Alive por UMI☆KUUN.
- Ending: All Categorize (オールカテゴライズ) por Takuto (焚吐).